# Mały elf Chrystusa
Mały elf Chrystusa (niem. Das Christ-Elflein) – baśniowa opera Hansa Pfitznera z librettem Ilsy von Stach. Początkowo trzyaktowa, a następnie przeredagowana na dwuaktową. 
Dzieło przeznaczone dla dzieci miało swoje światowe prawykonanie 11 grudnia 1906 roku w Monachium. Orkiestrę poprowadził Felix Mottl. Muzyka Pfitznera określana jest jako jasna. Opera jest podzielona na uwerturę i czternaście numerów połączonych dialogami. Po prapremierze światowej Pfitzner dopisał jeszcze nieco tekstu i zmienił liczbę aktów z trzech na dwa.

## Postacie
- Mały elf - sopran koloraturowy
- Dzieciątko Jezus - sopran liryczny
- Frieder von Gumpach - tenor
- Jochen - tenor
- Franz - bas-baryton
- Pan von Gumpach - baryton
- Pachołek Ruprecht - bas
- Sosna - głęboki bas
- Trautchen - rola mówiona
- Pani von Gumpach, święty Piotr - role nieme

Chór dzieci wiejskich, chór aniołów (kobiecy).

### Treść

#### Akt I
Tytułowy elf żyje w lesie, swobodny i szczęśliwy. Słysząc dźwięki bożonarodzeniowych dzwonów i śpiewów pyta sosnę, co one oznaczają. Ta jednak mówi, że są to rzeczy przeznaczone jedynie dla ludzi. Mógłby pomóc mu jedynie Frieder, syn pana von Gumpach, który kocha naturę i przez to różni się od innych ludzi; ten jednak, gdy pojawia się w lesie, szuka lekarza dla swojej chorej siostry Trautchen i nie ma czasu, by odpowiadać na pytania małego elfa. 
W lesie pojawiają się Franz i Jochen, pachołkowie pana von Gumpach, poszukując drzewka na świąteczną choinkę. Spotykają pachołka Ruprechta, którego biorą początkowo za sprzedawcę zabawek, a następnie za czarownika; dochodzi między nimi do bójki.
Pojawia się Dzieciątko Jezus, zapowiadając, że w tym roku osobiście przyniesie choinkę dla chorej Trautchen. Mały elf obserwuje dzieciątko zafascynowany. Mimo ostrzeżeń drzew, postanawia udać się razem z nim do ludzi i jako anioł zapowiadać jego przybycie.

#### Akt II
Pan von Gumpach karci swoich pachołków za to, że wrócili do domu bez choinki. Nie wierzy, że widzieli w lesie Dzieciątko Jezus; również Frieder kpi z ich słów. Pojawia się sosna, przybyła, by szukać zaprzyjaźnionego z nią małego elfa; Frieder ukrywa ją za piecem. Drzewo staje się choinką dla chorej Trautchen, która odzyskuje zdrowie. Przybywa pachołek Ruprecht, by obdarować dzieci prezentami i wyjaśnić, w jaki sposób w domu pojawiła się choinka. Pojawia się dzieciątko; w finale utworu chór aniołów głosi chwałę Boga.